# Frankrikes Grand Prix 1982
Frankrikes Grand Prix 1982 var det elfte av 16 lopp ingående i formel 1-VM 1982.  

## Resultat
1. René Arnoux, Renault, 9
2. Alain Prost, Renault, 6
3. Didier Pironi, Ferrari, 4
4. Patrick Tambay, Ferrari, 3
5. Keke Rosberg, Williams-Ford, 2
6. Michele Alboreto, Tyrrell-Ford, 1
7. Derek Daly, Williams-Ford
8. Niki Lauda, McLaren-Ford
9. Bruno Giacomelli, Alfa Romeo
10. Brian Henton, Tyrrell-Ford
11. Manfred Winkelhock, ATS-Ford
12. Geoff Lees, Lotus-Ford
13. Marc Surer, Arrows-Ford
14. Jacques Laffite, Ligier-Matra
15. Derek Warwick, Toleman-Hart
16. Eddie Cheever, Ligier-Matra

### Förare som bröt loppet
- Andrea de Cesaris, Alfa Romeo (varv 25, snurrade av)
- Nelson Piquet, Brabham-BMW (23, motor)
- Elio de Angelis, Lotus-Ford (17, bränslesystem)
- John Watson, McLaren-Ford (13, elsystem)
- Jochen Mass, March-Ford (10, snurrade av)
- Mauro Baldi, Arrows-Ford (10, kollision)
- Riccardo Patrese, Brabham-BMW (8, motor)
- Eliseo Salazar, ATS-Ford (2, snurrade av)
- Jean-Pierre Jarier, Osella-Ford (0, bakaxel)
- Teo Fabi, Toleman-Hart (0, elsystem)

### Förare som ej kvalificerade sig
- Jan Lammers, Theodore-Ford
- Roberto Guerrero, Ensign-Ford
- Chico Serra, Fittipaldi-Ford
- Raul Boesel, March-Ford